# Walter Pause
Walter Pause (* 23. Juli 1907 in Heidelberg; † 6. Januar 1988 in Irschenhausen) war ein deutscher Schriftsteller und Bergsteiger.

## Leben
Nach Abschluss einer kaufmännischen Lehre ging Walter Pause zum Militär. Danach arbeitete er fünfzehn Jahre als Korrespondent, Werbeleiter und Redakteur bei Illustrierten. Er veröffentlichte über 150 Erzählungen, Glossen und Essays, bevor er im Alter von vierzig Jahren sein erstes Buch schrieb. Im Jahr 1952 schrieb er den Kommentar zu Luis Trenkers Kurzfilm Kleine Kletterfahrt.
Seine ab etwa 1960 veröffentlichten Bergbücher mit Routenbeschreibungen, Höhenprofilen, Skizzen und großformatigen Fotos vieler Fotografen setzten Maßstäbe. Bei einigen Bänden hat Pause mit anderen Autoren zusammengearbeitet, beispielsweise mit Jürgen Winkler bei dem Band Im extremen Fels. In seiner Buchreihe sind vereinzelt  auch Werke erschienen, an denen er nur mitgewirkt hat, beispielsweise Im steilen Eis von Erich Vanis. Später hat sein Sohn Michael Pause einige Bände neu bearbeitet, beispielsweise die Münchner Hausberge oder die Zürcher Hausberge. 2015 erschien die erste Aktualisierung des Klassikers Im extremen Fels durch Christoph Klein, 2017 die Aktualisierung des Klassikers Wandern im Bayerwald durch Isabelle Auer.
Am 6. Januar 1988 starb Walter Pause mit 80 Jahren in Irschenhausen, Gemeinde Icking im Landkreis Bad Tölz-Wolfratshausen.

## Werke
- Mit glücklichen Augen: Aus den Aufzeichnungen eines romantischen Bergsteigers. Münchner Verlag, München 1948.
- Die Schule der Gefahr im Erlebnis des Bergsteigers. Bruckmann, München 1952.
- Schöne Bergwelt: Berge, Täler, Seen. Bruckmann Verlag, München 1954.
- Das Leben triumphiert: Biographischer Roman über Helen Keller. Kindler Verlag, München 1955.
- Bergsteiger-Seemännchen. Klemm, Freiburg im Breisgau 1956.
- Mit Gasolin durch Deutschland: Eine Reisefibel für besinnliche Kraftfahrer. Deutsche Gasolin-Nitag AG, Hannover 1957. (ab 1963 Kolumbus auf Rädern: 20 Entdeckungsreisen in Deutschland)
- Mit Peter Eggendorfer: Heim nach Mass: Eine heitere Lektion über modernes Wohlbehagen. Wittkop, München 1958.
- Mit Heinz Müller-Brunke: Die Alpen in Schnee und Eis. Kraft, Augsburg 1958.
- Ski Heil: Die 100 schönsten Skiabfahren in den Alpen. Bayerischer Landwirtschaftsverlag, München; Bonn; Wien 1958.
- Mit Walther Flaig: Berg heil: Die 100 schönsten Bergwanderungen in den Alpen. Bayerischer Landwirtschaftsverlag, Bonn; München; Wien 1958.
- Skispuren – Glücksspuren: Eine heitere Skischule. Bayerischer Landwirtschaftsverlag, München; Bonn; Wien 1959.
- Segen der Berge. Stähle & Friedel, Stuttgart 1959.
- Hundert Bergwanderungen abwärts. Bayerischer Landwirtschaftsverlag, München; Bonn; Wien 1960.
- Mit Willi End: 100 Genussklettereien in den Alpen. Bayerischer Landwirtschaftsverlag, München; Bonn; Wien 1960. (ab 1962 Im schweren Fels: 100 Genussklettereien in den Alpen)
- Abseits der Piste: 100 stille Skitouren in den Alpen. Bayerischer Landwirtschaftsverlag, München; Bonn; Wien 1961.
- Ferientips für Skihaserl. Bayerischer Landwirtschaftsverlag, München; Basel; Wien 1962.
- Mit Willi End und Hubert Peterka: Von Hütte zu Hütte: 100 alpine Höhenwege und Übergänge. Bayerischer Landwirtschaftsverlag, München; Basel; Wien 1962.
- Mit Adolf Kreiner: In Eis und Urgestein: 100 klassische Gipfeltouren in den Zentralalpen. Bayerischer Landwirtschaftsverlag, München; Basel; Wien 1964. (ab 1974 Klassische Alpengipfel: 100 Touren in Eis und Urgestein)
- Wandern – bergab: 100 schöne Abstiegswege in den Alpen. Bayerischer Landwirtschaftsverlag, München; Basel; Wien 1964.
- Der Tod als Seilgefährte: 33 Bergsteiger erzählen. Bruckmann, München 1964.
- Münchner Hausberge. Bayerischer Landwirtschaftsverlag, München 1965.
- Im Kalkfels der Alpen: 100 klassische Gipfeltouren in den Kalkalpen. Bayerischer Landwirtschaftsverlag, München; Basel; Wien 1966.
- Mit Franz Thorbecke: Die Alpen mit Adleraugen: 139 Flugfotos und Kommentare. Heering, Seebruck am Chiemsee 1967.
- Mit Hanns Schlüter: Zürcher Hausberge. Hallwag, Bern 1968.
- Mit Werner Heiss: Wandern im Bayerwald. Schnell und Steiner, München; Zürich 1969.
- Mit Robert Steidle: Alpenflüsse, Kajakflüsse: Technik, Taktik, Training, Touren. BLV-Verlagsgesellschaft, München 1969.
- Mit Franz Wöllzenmüller: Skilanglauf, Skiwandern: Technik, Training, Loipen. BLV-Verlagsgesellschaft, München; Basel; Wien 1970, ISBN 3-405-10997-3.
- Münchner Skiberge. BLV-Verlagsgesellschaft, München 1970, ISBN 3-405-10963-9.
- Mit Jürgen Winkler: Im extremen Fels: 100 Kletterführen in den Alpen. BLV-Verlagsgesellschaft, München; Basel; Wien 1970, ISBN 3-405-10825-X.
- Ein Plan für das Münchner Oberland. Isartalverein e.V., München 1970.
- Zwischen München und Salzburg: 50 Wandertips für kluge Autofahrer. Schnell und Steiner, München 1970, ISBN 3-7954-0391-X.
- Zwischen München und Donau: 50 Wandertips für kluge Autofahrer. Schnell und Steiner, München 1970.
- Mit Klaus Kratzsch: Zwischen München und Allgäu: 50 Wandertips für kluge Autofahrer. Schnell und Steiner, München 1971, ISBN 3-7954-0394-4.
- Mit Hanns Hubmann: Bergfoto heute. Bruckmann, München 1971, ISBN 3-7654-1411-5.
- Mit Kurt Gramer: Zwischen Stuttgart und Donau: 50 Wandertips für kluge Autofahrer. Schnell und Steiner, München 1972, ISBN 3-7954-0395-2.
- Mit Franz Thorbecke und Renate Maier-Rothe: Skiparadies Schweiz: Die grossen Skistationen. BLV-Verlagsgesellschaft, München; Bern; Wien 1974, ISBN 3-405-11047-5.
- Lebenslänglich alpin: Bilder, Lebensbericht, Schnurren, Attacken, Euphorisches und Familiäres. Stähle und Friedel, Stuttgart 1974, ISBN 3-87771-017-4. (Autobiografie)
- Im leichten Fels: 100 leichten Kletterführen in den Alpen. BLV-Verlagsgesellschaft, München; Bern; Wien 1979, ISBN 3-405-10824-1.
- Mit Michael Pause: Alpine Höhenwege von Hütte zu Hütte. BLV-Verlagsgesellschaft, München; Wien; Zürich 1983, ISBN 3-405-12761-0.
- Mit Michael Pause: Alpine Übergänge und Höhensteige. BLV-Verlagsgesellschaft, München; Wien; Zürich 1984, ISBN 3-405-12874-9.
- Mit Michael Pause: Leichte Bergtouren in den Alpen. BLV-Verlagsgesellschaft, München; Wien; Zürich 1986, ISBN 3-405-13236-3.
- Mit Michael Pause: 50 Gipfeltouren in den Ostalpen. BLV-Verlagsgesellschaft, München; Wien; Zürich 1988, ISBN 3-405-13519-2.